# Andrej Evgen'evič Zajcev
Andrej Evgen'evič Zajcev (in russo Андрей Евгеньевич Зайцев?; Mosca, 17 settembre 1975) è un regista, sceneggiatore e produttore cinematografico russo.

## Biografia
Laureato, nel 1997, presso la facoltà di giornalismo dell'Università statale di Mosca nella classe di Aleksandr Naumovič Mitta, e nel 1999 presso gli Studi superiori di regia e sceneggiatura di Mosca, ha poi lavorato come regista al TRITE di Nikita Sergeevič Michalkov. Regista di film documentari e di finzione, è diventato direttore dello studio cinematografico September specializzato nella produzione di film documentari, fiction e film per la televisione. Regolarmente premiato ai festival cinematografici, è due volte vincitore del premio Golden Eagle, due volte vincitore del premio Moscow Laurel Branch, nel 2010 e nel 2012 per Viktor Astafiev. The Merry Soldier e per il suo documentario La mia grande guerra. Nel 2012 è stato premiato dal governo della Federazione Russa per la sua azione culturale. Il suo film 14 anni, primo amore (14+) gli ha dato un riconoscimento internazionale.

## Filmografia

### Film
- 2006: La Pancarte (Плакат ) (mediometraggio) – anche sceneggiatore, montatore e produttore
- 2011: The Idle (Бездельники) - anche sceneggiatore
- 2015: 14 anni, primo amore (14+), - anche sceneggiatore, montatore e produttore
- 2020: Blokadnyj dnevnik (Блокадный дневник)

### Documentari
- 2002: Gleb (Глеб)
- 2010: Viktor Astafiev. Il soldato allegro (Виктор Астафьев. Веселый солдат Виктор Астафьев. Веселый солдат)
- 2012: La mia grande guerra. Igor Nikolaev (Моя великая война. Игорь Николаев Моя великая война. Игорь Николаев)

### Altri film
- 2000: La mia casa (Мой дом) - cortometraggio
- 2007: 12 di Nikita Mikhalkov - montatore

## Premi
- 2002 - Gran Premio al festival “Окно в Европу” nella categoria film documentario, e Premio Speciale della Giuria per il film Gleb[1].
- 2008 – Aigle d'or, premio per il miglior montaggio per il film 12[2] .
- 2010 - Miglior film per la televisione, Premio per il miglior documentario, Mosca, per Viktor Astafiev. L'allegro soldato[3]
- 2011 - Golden Eagle per il miglior documentario per Viktor Astafiev. Il soldato allegro (2010) [4]
- 2011 - Premio della Gilda dei critici cinematografici della Russia al XIX Festival del Cinema Russo “Finestra sull'Europa a Vyborg per il film Les DéŒuvrés.
- 2015 - Gran Premio del Festival del cinema russo di Honfleur per 14 anni, primo amore[5]
- 2015 - Premio della giuria, Open Festival of Russian Cinema Kinotavr a Sochi per 14 anni, primo amore[6]
- 2015 - Gran Premio del 21° Stalker International Human Rights Film Festival a Mosca per 14 anni, primo amore[7]
- 2017 - Premio del pubblico, Kinorama Russian Film Festival al Royal Cinema di Biarritz per 14 anni, primo amore[8]
- 2017 — Secondo premio del sindaco di Mosca al Festival Internazionale del Cinema di Mosca per 14 anni, primo amore[9].